# Cyphochilus montanus
Cyphochilus montanus är en orkidéart som först beskrevs av Rudolf Schlechter, och fick sitt nu gällande namn av Rudolf Schlechter. Cyphochilus montanus ingår i släktet Cyphochilus, och familjen orkidéer. Inga underarter finns listade i Catalogue of Life.